# آنجلا مارتین
آنجلا نوئل شروت (ملقب به مارتین؛ لیپتون سابق) یک شخصیت داستانی در مجموعه تلویزیونی آمریکایی اداره است که توسط آنجلا کینزی به تصویر کشیده شده‌است. این شخصیت بر اساس شیلا از نسخه اصلی بریتانیایی ساخته شده‌است. او به عنوان حسابدار ارشد و رئیس کمیته برنامه‌ریزی مهمانی‌ها در شعبه اسکرانتون داندر میفلین فعالیت می‌کند. شخصیت او به عنوان چهره ثابت و حرفه ای شعبه اسکرانتون عمل می‌کند. او رابطه مخفیانه‌ای را با همکار خود دوایت شروت آغاز می‌کند و با او در فصل دوم مخفیانه شروع به معاشرت می کندو در فصل هشتم صاحب فرزند می‌شود و در فصل نهم با یکدیگر ازدواج می‌کند. این رابطه در حالی ادامه یافت که او با فروشنده اندی برنارد نامزد کرده بو. او همچنین یک ازدواج کوتاه مدت با سناتور ایالت پنسیلوانیا، رابرت لیپتون، که در ابتدا تصور می‌شد پدر فرزندش فیلیپ است، داشت. دوایت اغلب از او با عنوان «میمون» یاد می‌کرد تا سعی کند رابطه‌شان را مخفی نگه دارد.
کینزی در ابتدا برای بازی در نقش پم بیزلی تست داد که در نهایت به جنا فیشر رسید. مدیر انتخاب بازیگر نمایش، آلیسون جونز گفت که بازی کینزی در مورد پم «خیلی خشن» بود. کمی بعد، تیم انتخاب بازیگر نقشی را برای کینزی به نام آنجلا مارتین به وی پیشنهاد دادند.
آنجلا مارتین در ۱۱ نوامبر ۱۹۷۵ در دیتون، اوهایو به دنیا آمد. او یک خواهر به نام ریچل دارد که بهترین دوستش است. در قسمت پایانی مجموعه، او و خواهرش به یک زبان مخفی صحبت می‌کنند که از دوران کودکی ایجاد کرده‌اند. وی در حین سخنرانی در قسمت «بررسی عملکرد» گفت که «از قضاوت دیگران لذت می‌برد» و از کودکی در مسابقات زیبایی شرکت کرده‌است. آنجلا مارتین به گروه مستند یک بار گفت که او خواهری دارد که به دلیل یک بحث کوچک، شانزده سال با او صحبت نکرده‌است، اما مشخص نیست که این خواهر ریچل بوده‌است یا خیر. آنجلا در طول سریال ۱۲ گربه دارد و گربه‌های مورد علاقه او اسپرینکلز (که توسط دوایت شروت در قسمت «اجرای سرگرم‌کننده» کشته می‌شود)، پرنسس لیدی و گاربیج (که به دلیل عذرخواهی توسط دوایت به او هدیه داده شده‌است) هستند. نام گربه‌های دیگر او امبر، راه شیری، دیان، لامپی، پیتالز، آقای اش، فیلیپ (الهام بخش نام پسرش)، بندیت و کامستاک است. در طول این سریال، دیده می‌شود که او بسیار به گربه‌هاش وابستگی دارد.